# Françoise Dolto
Françoise Dolto (París, 6 de novembre de 1908 - París, 25 d'agost de 1988) va ser una metgessa, pediatra i psicoanalista francesa, famosa pels seus descobriments en psicoanàlisi de la infància.

## Biografia i trajectòria
La quarta de sis germans, dues noies i quatre nois, fou educada en el si d'una família burgesa, començà estudiant infermeria, i va exercir com a infermera voluntària durant la Primera Guerra Mundial. Després, malgrat el desacord de la seva mare, inicià els estudis de medicina, però patí l'angoixa i sentiments de culpa que l'afectaren en el son, arran de l'actitud de la seva mare cap a ella. El seu germà Philippe la deriva a la consulta del seu psicoanalista, René Laforgue (1894-1962). Amb vint-i-quatre anys va iniciar tractament psicoanalític amb ell. Amb vint-i-cinc abandonà la llar familiar, i es pagà els seus estudis treballant d'infermera. La seva psicoanàlisi va durar tres anys, amb tres sessions setmanals (1934-1937). Laforgue, a banda d'ajudar-la amb el tractament, també li donà suport en haver de marxar de casa de seus en haver de marxar de casa dels seus pares amb pocs recursos econòmics, reduint els seus honoraris i posant-la en contacte amb la princesa Marie Bonaparte, que becava la formació a psicoanalistes. Serà a casa d'aquesta on coneixerà a Melanie Klein. El 1940 a l'Hospital Trousseau, va conèixer a Boris Dolto, metge emigrant rus-crimeà, fundador de l'Escola de Kinesiteràpia, amb qui va conviure durant quaranta anys fins a la seva mort, i amb qui va tenir tres fills.
El seu pare Henri Marette, home de pensament progressista que animava als seus fills a escoltar conferències i a llegir llibres, li proposà llegir el llibre La psychanalyse d'Angelo Hesnard (1924). El 1933, quan cursava medicina, escull psicoanàlisis com a assignatura optativa. Les seves bases teòriques van ser fonamentalment freudianes. Contemporània de Jacques Lacan, tots dos intervingueren molt activament en els canvis del moviment psicoanalític francès de l'època, i també en la creació de l'Escola Freudiana de París. En la seva obra es pot veure l'empremta d'ahttp://www.dolto.fr/archives/siteWeb/spanish/bio-sp.htmlguns conceptes de Lacan, encara que hi ha diferències teòriques que repercuteixen en la tècnica clínica. Supervisà amb Sophie Morgenstein els primers tractaments de nens, que atenia al servei de pediatria Enfants Malades. Altres pediatres del servei li derivaven nens amb diverses problemàtiques quan els símptomes persistien. En els intercanvis clínics amb els seus col·legues posava en relleu la interacció entre el fet psíquic i somàtic.
Va participar en el moviment psicoanalític francès, ingressant el 1938 com a membre adherit en la Societat Psicoanalítica de París, de la qual Laforgue també formà part. Aquest mateix any Eduard Pichon (1890-1940) li confià la consulta a l'Hospital Bretoneau. Ell va ser el director de la seva tesi doctoral Psicoanàlisi i pediatria, que presentà en 1939, i que es va publicar el 1971, possibilitant-li ser membre titular de la Societat Psicoanalítica de París. Allà, obrí també un consultori de medicina general i pediatria. En 1940 entra a l'Hospital Trousseau on treballarà més de trenta anys, fins al 1978. Paral·lelament, fins al 1950, treballa en el Centre Médical Psico-Pédagogique i un temps a la Policlínica Ney amb Jenny Aubry, servei al que atenenen el qual atenien a nens en situació de desemparament. En 1953 l'Escola Psicoanalítica Francesa, entra en crisi, Dolto, Lacan, Lagache i altres dimitiren. Per poder exposar els seus treballs en el XVIII Congrés de la I.P.A. (Associació Psicoanalítica Internacional) a Londres, funden la Societat Francesa de Psicoanàlisi que després, fruit de diverses escissions, l'any 1964 passà a ser Escola Freudiana de París, fundada per Lacan, Dolto, Manonni i altres. Quan el 1980 es dissol l'Escola Freudiana de París, decideix no formar part de cap altra institució.
El 1998 mor d'una malaltia pulmonar.

## Publicacions[2]
- Psychanalyse et pédiatrie (1939)
- L'Évangile au risque de la psychanalyse (1977)
- Lorsque l'enfant paraît (1977-1979)
- L'image inconsciente du corps (1984)
- La cause des enfants (1985)
- Dialogues québécois (1987)
- Tout est langage (1988)
- Autoportrait d'une psychanalyste 1934-1988 (1989)